# Jessie Ralph

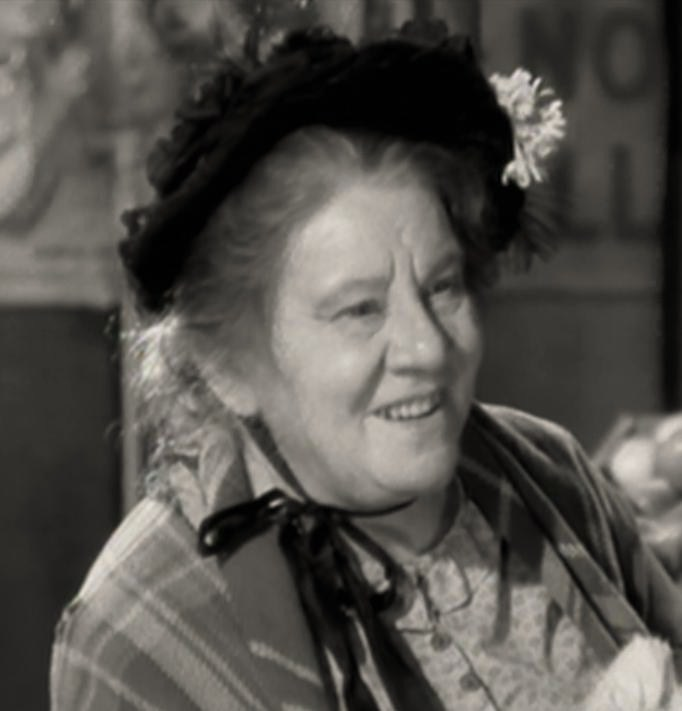
Jessie Ralph i Lille lorden 1936.

Jessie Ralph, född Chambers den 5 november 1864 i Gloucester, Massachusetts, död 30 maj 1944 i samma stad, var en amerikansk skådespelare. Hon hade sedan 1880-talet varit verksam som skådespelare och medverkade i produktioner på Broadway 1906–1932. På 1930-talet filmade hon i Hollywood och blev en populär karaktärsskådespelare, ofta som färgstark äldre dam. Hon medverkade i över 50 filmer. Sista filmrollen gjorde hon 1941 och dog tre år senare.

## Filmografi, urval
- 1934 – Ett farligt möte
- 1935 – David Copperfield
- 1935 – Kapten Blod
- 1935 – Efterlyst
- 1936 – Kameliadamen
- 1936 – Efter den gäckande skuggan
- 1936 – Lille lorden
- 1936 – San Francisco
- 1937 – Dubbelbröllop
- 1939 – Cafe Society
- 1940 – Bankdeckaren
- 1940 – Fågel blå